# 호텔급 잠수함
호텔급 잠수함은 소련 최초의 SSBN(전략원잠)이다. 기준배수량 4039톤, 수중배수량 5300톤에 SLBM 3발을 탑재했으며, 1960년부터 1962년까지 8척이 건조되었다.

## 역사
소련 최초의 SSBN(전략원잠)인 호텔급 잠수함은 소련 최초의 SSN(공격원잠)인 노벰버급 잠수함을 기본으로 하여 설계되었다. 노벰버급을 개조하여, 골프급 잠수함의 미사일 발사관을 추가했다.
노벰버급 잠수함은 열출력 70MWt 원자로 2개를 탑재했는데, 호텔급도 동일하다.

## 버전
호텔-1급 잠수함 1번함 K-19는 1958년 10월 17일에 기공식을 가졌다. 사거리 600 km R-13 핵미사일 3발을 탑재했다.
호텔-2급 잠수함은 사거리 1300 km R-21 핵미사일 3발을 탑재했다. 북한의 노동 1호가 R-21을 카피한 것으로 알려져 있다.
호텔-3급 잠수함은 사거리 7000 km R-29 핵미사일 6발을 탑재했다.

## 같이 보기
- USS 조지 워싱턴 (SSBN-598) - 세계 최초의 SSBN, 기준배수량 5400톤
- 샤급 잠수함 - 중국 최초의 SSBN